# Erna Sack
Erna Dorothea Luise Sack, geborene Weber (* 6. Februar 1898 in Spandau; † 2. März 1972 in Mainz) war eine deutsche Opernsängerin. Ihre Sopranstimme erreichte extreme Höhen.

## Leben
Erna Sack gehört zu den bedeutenden deutschen Sopranistinnen des 20. Jahrhunderts. 1921 heiratete sie den jüdischstämmigen Hermann Sack (1895–1989). 
Nach ihrer Gesangsausbildung in Prag und Berlin wurde Erna Sack 1928 als Elevin an die Staatsoper in Berlin verpflichtet, wo sie kleine Mezzosopran- und Soubrettenpartien übernahm. 1930 ging sie als Koloratursopranistin an das Stadttheater in Bielefeld, wo sie ihren künstlerischen Durchbruch erlebte. Seit 1932 trat sie am Staatstheater in Wiesbaden, seit 1934 am Opernhaus in Breslau und seit 1935 an der Staatsoper in Dresden auf, an der sie bis 1941 engagiert war. Hier sang Erna Sack 1935 in der Uraufführung der Oper Die schweigsame Frau von Richard Strauss die Rolle der Isotta. 1933 gastierte sie äußerst erfolgreich an der Staatsoper in Berlin, brillierte in den folgenden Jahren unter anderem in Mailand, Wien, Paris, London, Hamburg und München sowie bei den Salzburger Festspielen und unternahm 1936 ihre erste glanzvolle Nordamerika-Tournee. Im Jahr 1936 spielte sie in Blumen aus Nizza (u. a. mit Paul Kemp, Karl Schönböck und Jane Tilden) und 1938 übernahm Erna Sack die Hauptrolle in der Operettenverfilmung Nanon an der Seite von Johannes Heesters. Während des Zweiten Weltkriegs wirkte Erna Sack vor allem in Schweden, in der Schweiz und der Türkei, sie stand 1944 auf der Gottbegnadeten-Liste. Während des Zweiten Weltkrieges wurde ihr jüdischer Mann in einem Konzentrationslager inhaftiert. 
Erna Sack begann 1947 in Brasilien eine fünfjährige Welttournee durch Südamerika, Australien, Südafrika und Kanada. Als Liedinterpretin trat sie gemeinsam mit dem Pianisten Sebastian Peschko hervor. Erna Sack war stimmlich in der Lage, die Tonhöhe des viergestrichenen „c“, eines extrem hohen Tones, zu erreichen, was nur sehr wenigen Sängerinnen möglich ist.

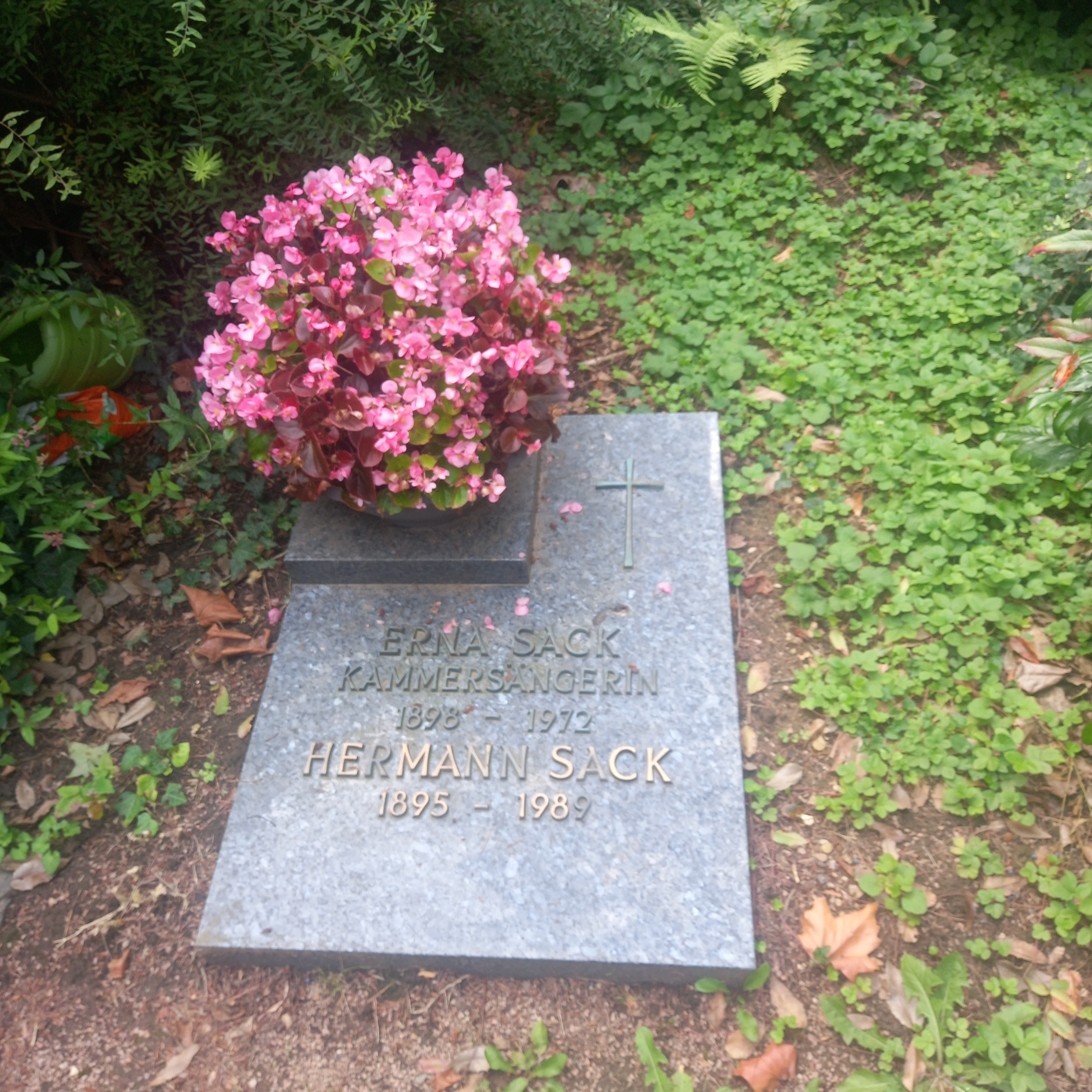
Das Grab von Erna Sackund ihrem Ehemann Hermann auf dem Südfriedhof in Wiesbaden

Sie starb 1972 während einer Krebs-Operation. Ihre letzte Ruhestätte fand sie auf dem Südfriedhof in Wiesbaden. In Dresden erinnert die Erna-Sack-Straße an die Sängerin. Auch in Staaken (Ortsteil von Berlin-Spandau) gibt es eine Erna-Sack-Straße, seit August 2011 auch eine solche in Heuchelheim (Hessen), dem Ort, aus dem ihr Mann stammt.
Das in Schorndorf beheimatete Café Schreyer benannte die Spezialität des Hauses nach Erna Sack.

## Hörproben
- Erna Sack – Voices of Spring
- Erna Sack – Gold und Silber